# Нижнее Турово
Нижнее Турово — село в Нижнедевицком районе Воронежской области. Административный центр Нижнетуровского сельского поселения. Село расположено в северо-западной части Воронежской области, на территории Среднерусской возвышенности, вдоль течения рек Девица, Тур и Россошка. Население сельского поселения составляет 488 человек (по оценке на 2018 год), однако численность постоянного населения села не превышает 200—250 человек.

## География
Село расположено на западе Воронежской области, в самом начале Среднерусской возвышенности. Основу рельефа составляют меловые и глиняные холмы, переходящие в низменности. Из природных ресурсов село содержит большое количество мела и песка, которые сосредоточены в холмах и оврагах, площадь которых ежегодно увеличивается из-за размывания почвы и обильных осадков в летний и осенний сезоны. Жилые районы рассредоточены, и большинстве своём, децентрализованы. В основном они находятся в низинах, около рек. На востоке и западе села пролегают цепи холмов.

### Речная сеть

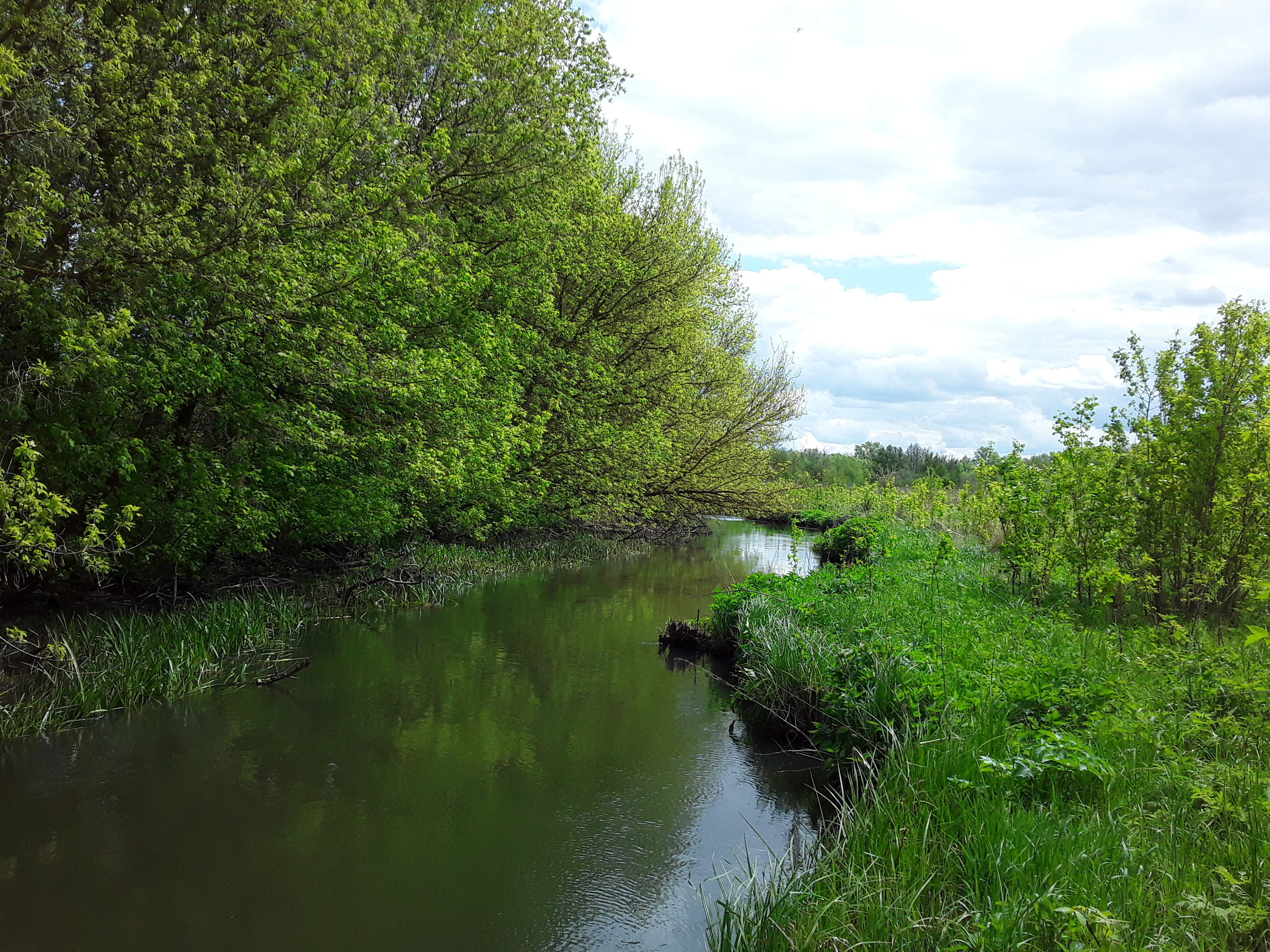
Река Девица (село Нижнее Турово)

На территории сельского поселения протекают три основные реки: Девица и её притоки Тур, Россошка. Реки имеют массу местных разветвлений, возникающих из-за особенностей рельефа.
В некоторых районах села река Тур, текущая с севера на юг, разделяется на небольшие ручьи. Из-за этого появились небольшие речные полуострова, на которых образовались своеобразные болотно-луговые территории.

### Климат
Село находится в умеренном климатическом поясе — средняя температура достигает зимой до −24 °C, а летом до +28 °C. Осадков в среднем за год выпадает до 600—750 мм. Иногда происходят засухи или же обильные выпадения осадков (лето-осень). Из-за географического расположения свойственны сильные ветры.

### Флора
На территории села произрастают многочисленные виды степных трав и цветов, множество кустарников, включая дикие плодовые деревья (груши, яблоки). В холмистых районах преобладают кустарники и травы (ковыль, шиповник, тёрн и др.). В низменностях и на равнинах вдоль рек произрастает ольха, виды клёнов, многочисленная болотная растительность (камыш, тростник, осока, хвощи и др.).
В окрестностях есть несколько хвойных и смешанных лесных массивов.

### Фауна
На территории сельского поселения обитают представители лесо-степной и степной зоны. Среди наиболее распространённых: косули, лисы, зайцы, сурки. Здесь же обитает множество видов птиц — дикие голуби, трясогузки, совы-сипухи, белые аисты, серые цапли и коршуны. В реках водятся налимы, карпы, щуки и прочие пресноводные рыбы. Редко можно встретить ракообразных и моллюсков.

## История

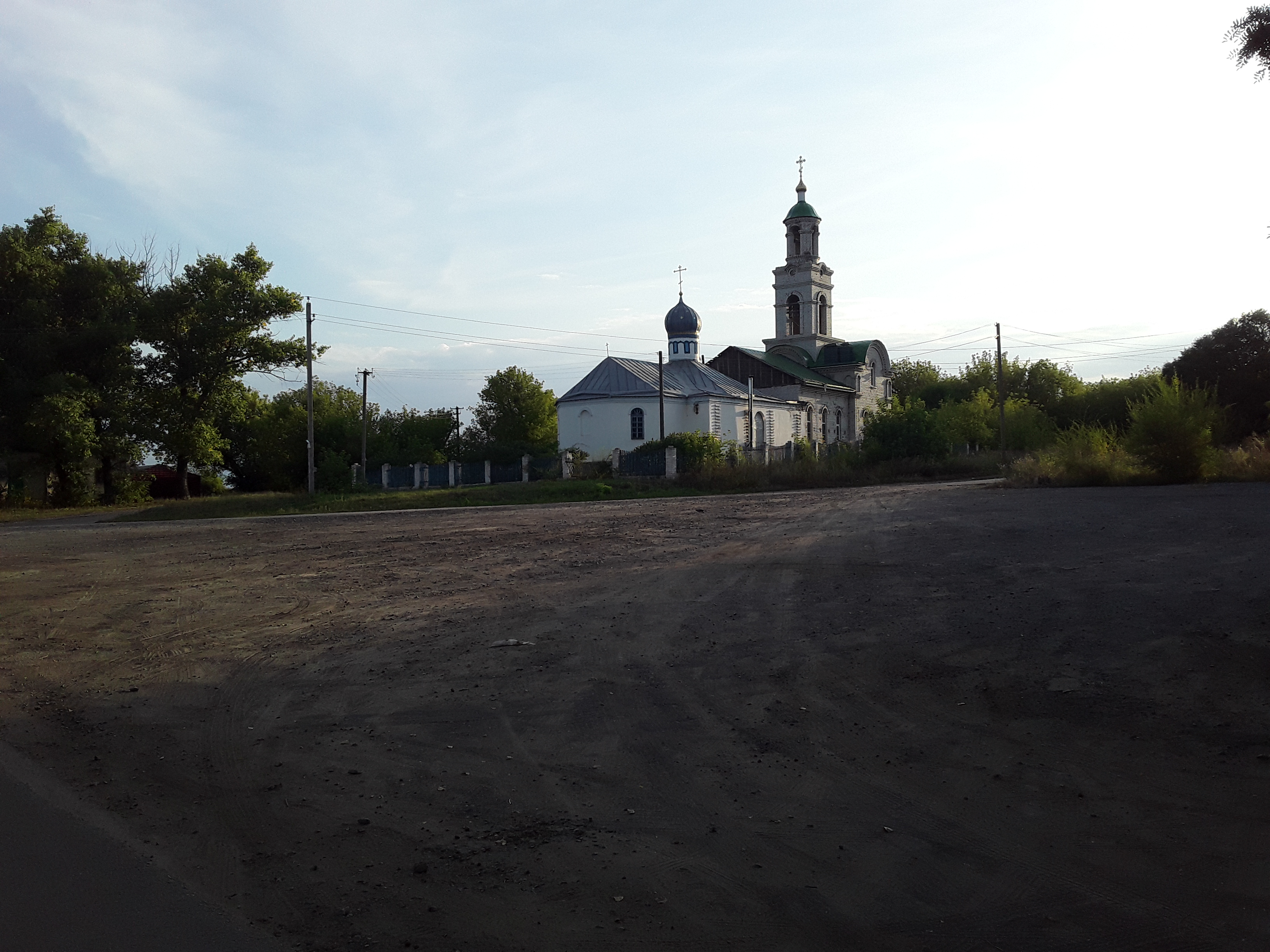
Сельская площадь и храм Святого Алексия

История поселения начинает своё исчисление приблизительно с 1648 года. Село возникло около небольшого лесного массива «Турова» и от него получило своё название. А наименование самого лесного массива берёт начало от названия диких быков — туров, которые раньше обитали на этой территории. О турах есть записи в документах периода Киевской Руси, в «Слове о полку Игореве» (1187 г.). Позднее это животное было истреблено.
В «Указе о передаче села Белый Колодезь Воронежского уезда в Сокольский уезд», изданного в апреле 1648 года, упоминается название «села Турово». Таким образом дата образования села Турова сдвигается с предполагаемого 1665 на 1648 год, однако точной даты основания села установить не удалось. В последующее время село было частью Нижнедевицкого уезда Воронежской губернии, Российской империи. До 1917 года Верхнее и Нижнее Турово были частью одного большого села — Турова, однако позже произошло административное разделение. В годы гражданской войны село контролировалось силами РККА.
В годы Великой Отечественной войны село было оккупировано немецкой и венгерской армиями. Сохранились данные о сотнях защитников села. В настоящее время в селе есть два памятника-мемориала павшим героям. 28 января 1943 года в окрестностях села был убит подполковник Григорий Семёнович Васильев, герой Советского союза. На месте смерти сейчас установлен памятник Васильеву.
В послевоенное время в Нижнем Турово существовало несколько колхозных хозяйств. Нижнее Турово было широко известным на северо-западе Воронежского региона, из-за масштабов своего развития. В селе было три школы, детский сад, здание двухэтажного клуба. Удивительным фактом является то, что в период расцвета села в конце 20-го века, в селе была своя собственная мини-ГЭС, мощности которой хватало для снабжения электричеством всего сельского поселения. Однако, с распадом СССР произошёл колоссальный отток населения в более развитые центры, что привело к экономическому и социальному краху поселения. Многие объекты культуры и инфраструктуры были заброшены или разобраны.

### Религиозные объекты
В Нижнем Турово есть храм, основанный в 1904 году. Храм освящен в честь святителя Московского и Всея Руси Алексия, небесного покровителя новорожденного Цесаревича Алексея Николаевича Романова. В годы Советской власти и Великой Отечественной войны храм был закрыт. В 1960 году полностью разрушен, на месте был склад. Окончательно храм восстановлен в 2004 году. На сегодняшний день идет реконструкция и строительство часовни. В храме Св. Алексия также сохранилась старинная икона Божьей Матери. Осенью 2021 года были начаты работы по облагораживанию территории вокруг храма.
В селе также есть Святой источник и купель. Многие жители и дачники используют его для пополнения запасов воды, ввиду отсутствия централизованной системы водоснабжения.

### Наши дни
В период с 2019 по 2022 год в Нижнем Турово идёт создание большой дорожной сети, которая свяжет все районы села. Также есть запланированные мероприятия по развитию уличного освещения жилых районов села и общественных мест — детской площадки, площади и улиц. В 2021 году был установлен новый ФАП (медпункт) и проведена полная реконструкция моста через р. Девица.

## Население
| 2010 | 2016 | 2018 |
| ---- | ---- | ---- |
| 530  | ↘453 | ↗488 |

На 1 января 2018 года число жителей оценивается в 488 человек, и отмечается его прирост. Однако, по данным Совета по развитию Нижнего Турова реальное число постоянного населения оценивается приблизительно в 250 человек.

## Экономика
Оттоку жителей и малому приросту способствует фактор угасшей экономики села. Прослеживается дефицит рабочих мест. Основу экономики Нижнетуровского сельского поселения составляют сельское хозяйство (растениеводство и животноводство) и торговля (мобильная/стационарная). Общее число рабочих мест по-прежнему остается невысоким. Главным предприятием, продолжающим работу является сельскохозяйственная компания ООО «Хлебороб», ИП Семенихин И. В. zachestnyibiznes.ru. Дата обращения: 4 августа 2023.В настоящее время на территории села насчитывается 1 микропредприятие и 3 зарегистрированных ИП. Уровень благосостояния населения остается достаточно низким. Однако в настоящее время власти пытаются оживить экономику Сельского поселения, путём привлечения новых предприятий сельхоз назначения. Областное правительство также пытается выделять субсидии и гранты для оживления экономических процессов.

## Муниципалитет

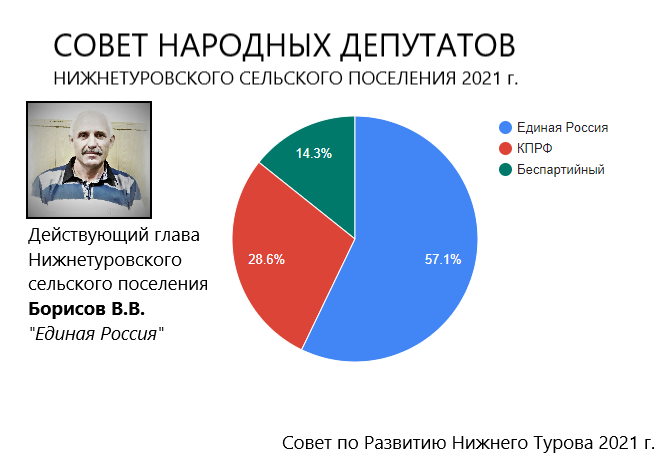
Политические данные с. Нижнее Турово на 2021 год

Нижнетуровский сельсовет образован в составе Нижнедевицкого района Воронежской области Постановлением ВЦИК и СНК РСФСР 24 декабря 1918 года. На 2023-й год Главой Сельского поселения является Колтунов Р. Р. Состав Совета Народных Депутатов насчитывает семь человек. 5 мест — «Единая Россия», 2 места — беспартийные самовыдвиженцы.

## Совет по развитию Нижнего Турова
2 августа 2020 года в селе был создан Совет по Развитию Нижнего Турова — это муниципальная общественная организация, члены которой прикладывают посильные усилия к развитию и возрождению Нижнетуровского сельского поселения, во всех аспектах (общество, политика, экономика). Совет Нижнего Турова занимается вопросами в области территориального самоуправления, содействия органам МЧС и МВД РФ, содействию в охране правопорядка, развитию волонтёрства, информации, развития и защиты демократии и прав человека.
Совет был создан независимо от органов власти, по инициативе Президента Общественного Альянса Д. Н. Починского, после чего стал самостоятельной организацией. Деятельность Совета Нижнего Турова была высоко оценена местными жителями, районной прессой, а проекты Совета вошли в финал премии общественного и государственного признания «Добронежец — 2021».

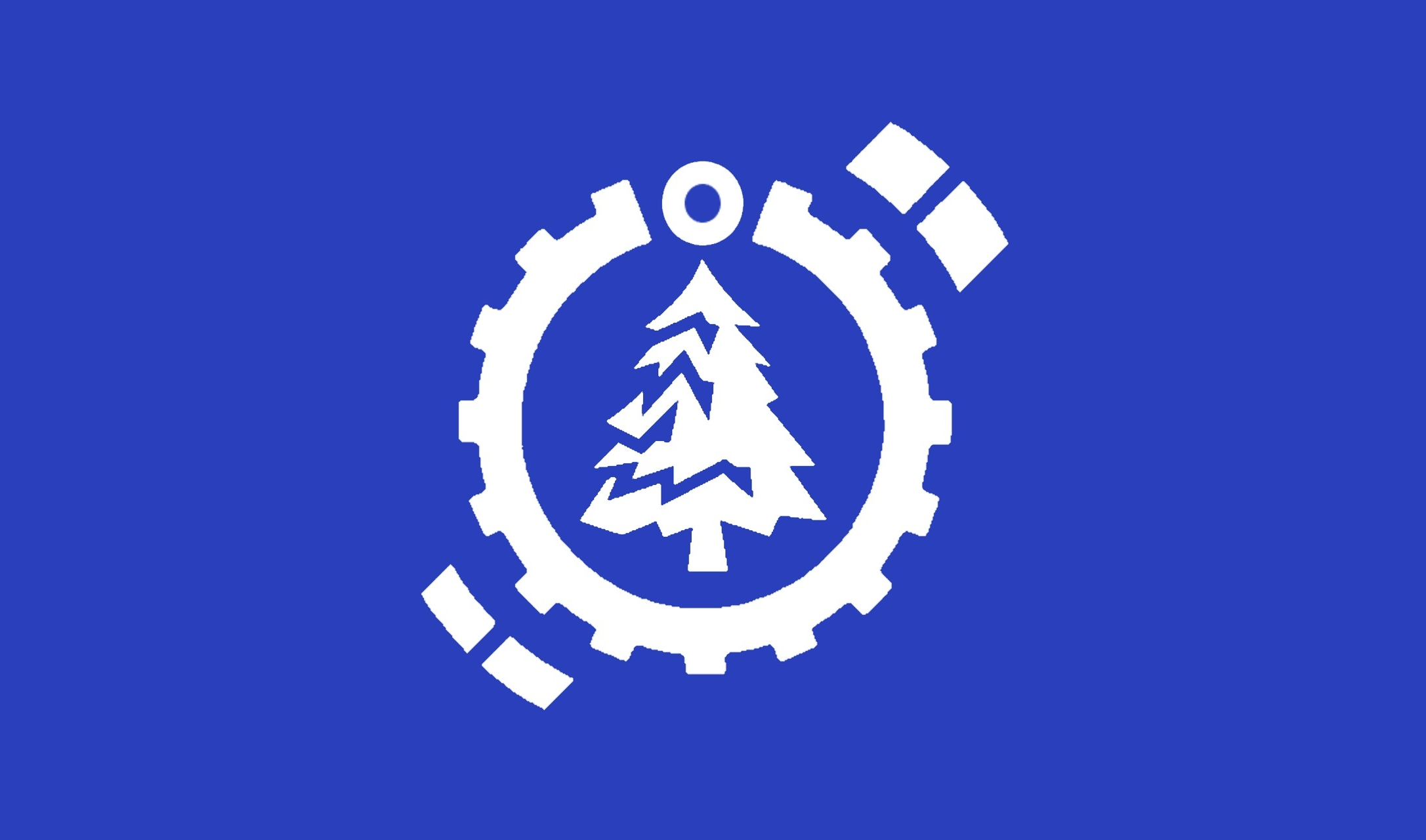
Флаг Совета по развитию Нижнего Турова

В настоящее время Совет Нижнего Турова проводит работы по облагораживанию и развитию общественных территорий. Совет по прежнему является членом Общественного Альянса, и не раз был посредником в гуманитарных миссиях Общественного Альянса по помощи Нижнедевицкой районной больнице (октябрь 2020) и гуманитарной миссии по помощи БУ ВО «ВОДИМ» (июль 2021).

## Районы села
Нижнее Турово хоть и имеет очень маленькое население, но располагает большой территорией. Это связано с разделённостью районов села, имеющих местные названия. Центр села называется Косиха, другие районы, более отдалённые (до 2-5 км) — Лопатиха, Заря, Шустово. Большая часть названий — наименования бывших колхозов времён СССР.